# Campionati jugoslavi di sci alpino 1967
Ai Campionati jugoslavi di sci alpino 1967 furono assegnati i titoli di discesa libera, slalom gigante, slalom speciale e combinata, sia maschili sia femminili.

## Risultati
| Specialità      | Uomini        | Donne        |
| --------------- | ------------- | ------------ |
| Discesa libera  | Blaž Jakopič  | Majda Ankele |
| Slalom gigante  | Andrej Klinar | Majda Ankele |
| Slalom speciale | Blaž Jakopič  | Majda Ankele |
| Combinata       | Blaž Jakopič  | Majda Ankele |